# 山脇恭二
山脇 恭二（やまわき きょうじ、1957年9月17日 - ）は、日本の元体操選手。岐阜大学教育学部教授。娘に同じ体操選手の山脇佳奈がいる。

## 略歴
大分県佐伯市出身。佐伯市立彦陽中学校体操部、大分県立佐伯鶴城高等学校体操部で輝かしい成績を残す。1984年ロサンゼルスオリンピック体操男子団体銅メダリスト。日本大学文理学部卒業。日本体育学会所属。
あん馬、つり輪、平行棒、鉄棒の技「ヤマワキ」に名を残している（体操競技の技名一覧）。

## 成績
- 1979年 メキシコシティユニバーシアード（メキシコ）団体総合銀メダル、吊輪金メダル
- 1980年 NHK杯個人総合優勝
- 1980年  モスクワオリンピック（ソビエト）代表　※日本不参加
- 1981年 モスクワ世界選手権（ソビエト）団体総合銀メダル
- 1983年 全日本選手権個人総合優勝
- 1984年  NHK杯個人総合優勝
- 1984年  ロサンゼルスオリンピック（アメリカ）団体総合銅メダル
- 1985年 モントリオール世界選手権（カナダ）吊輪銅メダル、団体総合4位
- 1985年  全日本選手権個人総合優勝
- 1986年  NHK杯個人総合優勝